# Wilhelm Ziegler
Whilhelm Ziegler (25. november 1891 – 21. april 1962) var en tysk journalist, historiker og embedsmand under Nazitysklands styre.
Efter anden verdenskrig blev mange af hans skrifter forbud i den sovjetiske besættelseszone og i Vesttyskland, senere blev han igen embedsmand for den tyske stat.